# Johannes-Nepomuk-Statue (Unterlaa)

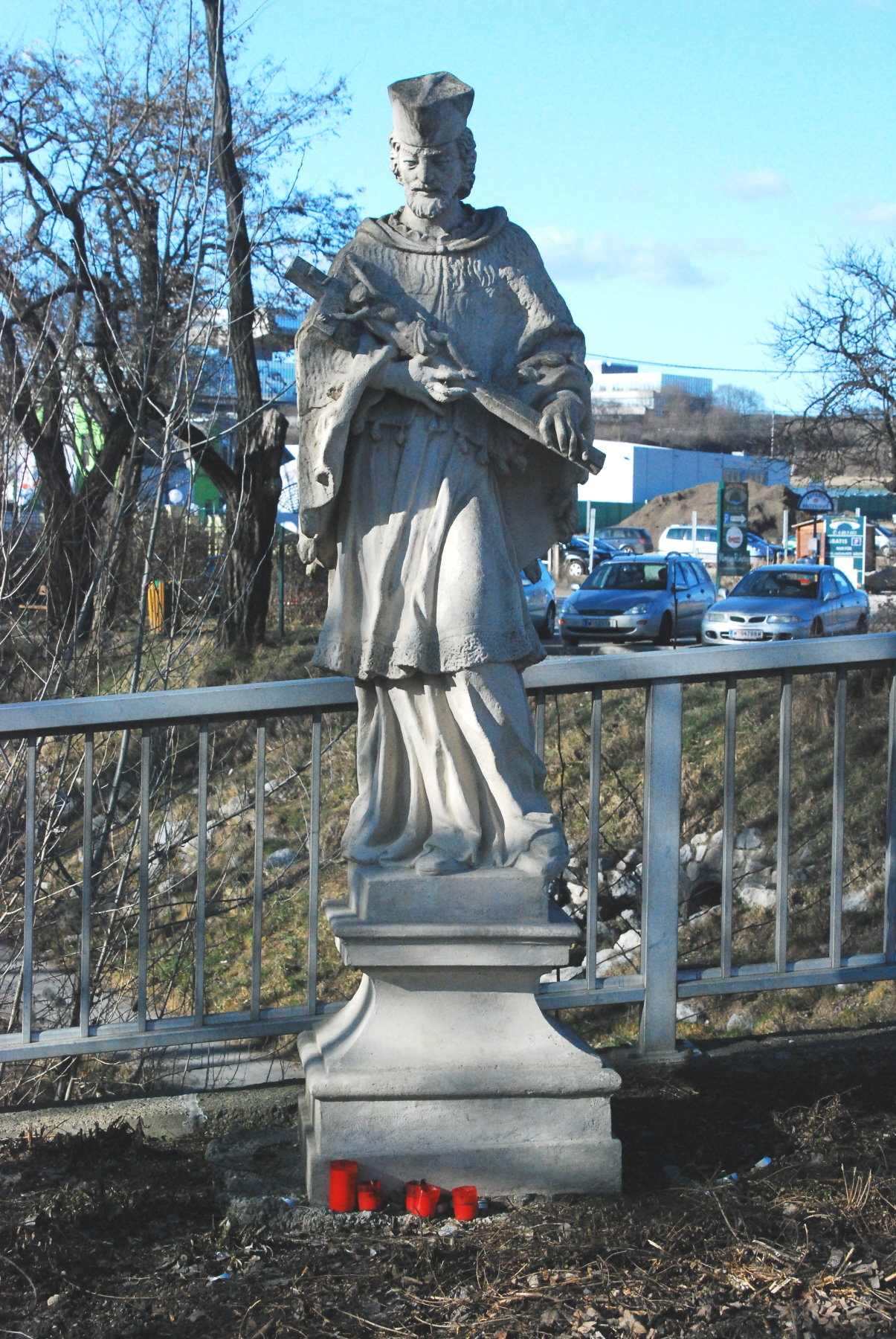
Statue des hl. Johannes Nepomuk an der Sebastiansbrücke

Die Unterlaaer Johannes-Nepomuk-Statue ist eine Brücken-Heiligenstatue. Sie steht im Verlauf der Unterlaaer Straße bei deren Übergang in die Klederinger Straße, am südwestlichen Ende der Sebastiansbrücke über den Liesingbach im 10. Wiener Gemeindebezirk Favoriten, Bezirksteil Unterlaa. Sie ist als Objekt im digitalen Kulturgüterverzeichnis der Stadt Wien eingetragen (Listeneintrag).

## Baugeschichte
Die Unterlaaer Statue des Johannes Nepomuk steht auf einem niedrigen Sockel und hält das Kreuz im Arm. Bei einem Autounfall im Jahre 1977 ging sie in Trümmer, wobei der Kopf verloren ging und nicht mehr aufgefunden werden konnte. Im Jahre 1978 wurde sie wieder hergestellt und am 20. März dieses Jahres am alten Platz aufgestellt.
Johannes Nepomuk wird üblicherweise – außer Maria – als Einziger der Heiligen mit einem Sternenkranz (anstelle eines Heiligenscheins) dargestellt, bei dieser Statue fehlt er allerdings.

## Hintergrund
Der böhmische König Wenzel IV. ließ den Priester Johannes Nepomuk am 20. März 1393 von der Prager Karlsbrücke in die Moldau stürzen und ertränken. Der hl. Nepomuk gilt deshalb als „Brückenheiliger“. Der Legende nach soll er sich geweigert haben, das Beichtgeheimnis zu brechen: Er habe dem König nicht verraten wollen, was dessen Frau ihm gebeichtet hatte. Der wirkliche Grund seiner Hinrichtung war jedoch ein politischer Konflikt seines Bischofs mit dem König. 1729 wurde Johannes Nepomuk heiliggesprochen. In der Zeit des Barock entstand besonders in den Ländern der Habsburgermonarchie ein intensiver Nepomukkult. Skulpturen des heiligen Nepomuk sind dort neben Kreuzen und Mariendarstellungen die am häufigsten außerhalb von Kirchen anzutreffenden christlichen Steinfiguren und stehen sehr häufig auf oder neben Brücken.